# Hermann Witter
Hermann Witter (*  12. April 1916 in Diedenhofen; † 18. Juni 1991) war ein deutscher forensischer Psychiater.

## Leben
Hermann Witter studierte Medizin in Göttingen, Freiburg im Breisgau und München, wo er 1940 promoviert wurde. Im Jahr 1936 trat er der NSDAP bei, er war Sturmmann im Nationalsozialistischen Kraftfahrkorps (NSKK) und wurde Mitglied im Nationalsozialistischen Deutschen Ärztebund.
Nach dem Staatsexamen 1940 arbeitete er als Amtsarzt in Wien, Gmünd und Oberpullendorf. Über seine Entnazifizierung ist nichts bekannt. Witter wurde 1953 habilitiert und war ab 1959 außerplanmäßiger Professor in Saarbrücken. Ab 1966 war er Professor für gerichtliche Psychiatrie und Kriminologie an der Medizinischen Fakultät der Universität des Saarlandes in Homburg, wo er 1968 das seinerzeit neuartige Institut für Gerichtliche Psychologie und Psychiatrie gründete. 
Witter wurde wiederholt in Strafprozessen als Gerichtspsychiater hinzugezogen und wurde dadurch auch in der Öffentlichkeit bekannt. Witter trat für die Kastration von Sexualstraftätern ein und wandte sich gegen eine zu großzügige Diagnose der verminderten Zurechnungsfähigkeit. Aus Protest gegen eine Politisierung von Forschung und Lehre trat er 1969 demonstrativ als Dekan der Medizinischen Fakultät der Universität zurück. 
In der Begutachtung von Spätschäden bei NS-Opfern stellte sich Witter gegen die von Eissler, Baeyer und Niederland bereits Anfang der 1960er Jahre entwickelte Theorie des Überlebenden-Syndroms und behinderte so die Anerkennung der Opfer.
Die „Südwestdeutsche  Akademie für Forensische Psychiatrie“ verleiht den Hermann-Witter-Preis.

## Schriften (Auswahl)
- als Herausgeber: Der psychiatrische Sachverständige im Strafrecht. Springer, Berlin 1987
- Unterschiedliche Perspektiven in der allgemeinen und in der forensischen Psychiatrie.  Eine kleine Methodenlehre für Juristen, psychologisch-psychiatrische Sachverständige und interessierte Laien. Springer, Berlin 1990, ISBN 9783642751622.
- Grundriss der gerichtlichen Psychologie und Psychiatrie. Heidelberg : Springer, 1970
- Verlaufsformen der Basedowschen Krankheit nach konservativer und chirurgischer Behandlung. München, Med. Diss., 1940